# Blackle
Blackleは、Google プログラム可能な検索エンジン搭載の検索エンジン。 創設者はヒープ・メディア・オーストラリア所属のトビー・ヒープである。 Blackleの目的は黒の背景に灰色のテキストを検索結果に表示することによってエネルギーを節約することにある。 2021年1月現在Blackleは8,500kWh以上の電気エネルギーを節約したと主張している。比較して、平均的なアメリカの家庭は11,000kWhの電気エネルギーを1年間で消費している。

## コンセプト
Blackle創設の背景にあったコンセプトは、コンピュータのディスプレイはもっと暗い色を表示することでより使用エネルギーを少なくできるというものだった。Blackleはたくさんの種類のブラウン管やTFT液晶を試験した研究に基づいている。しかし、これらの主張は省エネルギー効果があるかどうか、特に一定程度バックライトでエネルギーを要するTFT液晶のユーザーとの論争に発展している。
このコンセプトは初め、ブログによってヒープの注目を集めた。そのブログ記事ではGoogleがブラウン管モニターに利用することで年間750,000kWh節約できると見積もっていまる。このコンセプトのことで節約されたと主張されているワット時の値が表示される。

## 歴史
Blackleは2007年1月に開始した。
Blackleをポルトガル語、フランス語、チェコ語、イタリア語そしてオランダ語に翻訳したBlackle internationalは2019年に廃止された。internationalのページは存在しているが、すべてのリンクがリンク切れとなっている。2021年現在、Blackleは英語でのみ利用可能である。

## 関連記事
- ダークモード
- ワット当たりパフォーマンス（英語版）